# 1900년 하계 올림픽 펜싱 남자 마스터 사브르
1900년 하계 올림픽 펜싱 남자 마스터 사브르는 프랑스 파리에서 개최된 1900년 하계 올림픽 펜싱의 세부 종목이다. 6월 23일부터 27일까지 7개국에서 29명의 선수가 참가하였다.

## 경기 결과

### 예선
예선 경기는 6월 23일에 진행되었다. 4개 조로 나위어 각 조에서 상위 4명의 선수는 준결선에 진출하였다. 조 구성과 조별 경기 결과는 알려져 있지 않다.
| 선수                      |
| ------------------------- |
| 외비에 앙셰티 (FRA)       |
| 브륀 뷔송 (FRA)           |
| 카미에 (FRA)              |
| 샹텔라 (FRA)              |
| 조르주 클라피에 (FRA)     |
| 안토니오 콘테 (ITA)       |
| 프랑수아 델리브 (FRA)     |
| 에브랑 (BEL)              |
| 호르바트 (AUT)            |
| 율리안 미차욱스 (RUS)     |
| 미델레 (FRA)              |
| 밀란 네랄리치 (AUT)       |
| 피놀 (FRA)                |
| 이탈로 산텔리 (ITA)       |
| 오텔로 산텔리 (ITA)       |
| 프요트르 자코보로트 (RUS) |
| 알레산드리 (ITA)          |
| 오포르 (FRA)              |
| 베르생 (FRA)              |
| 코클랭 (FRA)              |
| 담브르마 (FRA)            |
| 다르겡 (FRA)              |
| 델라메드 (FRA)            |
| 엔드레디 마르톤 (HUN)     |
| 플라오 (FRA)              |
| 가브리엘 (FRA)            |
| N. 오르랑 (USA)           |
| J. 산텔리 (ITA)           |
| 쇙펠 (FRA)                |

### 준결선
준결선 경기는 8명씩 2개 조로 나뉘어 6월 25일과 26일에 라운드로빈 형식으로 진행되었다. 각 조 상위 4명의 선수는 결선에 진출한다.

#### 준결선 A조
| 순위 | 선수                  | 승 | 패 |
| ---- | --------------------- | -- | -- |
| 1    | 안토니오 콘테 (ITA)   | 6  | 1  |
| 2    | 에브랑 (BEL)          | 5  | 2  |
| 3    | 프랑수아 델리브 (FRA) | 5  | 2  |
| 4    | 밀란 네랄리치 (AUT)   | 5  | 2  |
| 5    | 호르바트 (AUT)        | 3  | 4  |
| 6    | 브륀 뷔송 (FRA)       | 1  | 6  |
| 7    | 조르주 클라피에 (FRA) | 0  | 7  |
| 8    | 오텔로 산텔리 (ITA)   | 3  | 4  |

#### 준결선 B조
| 순위 | 선수                      | 승 | 패 |
| ---- | ------------------------- | -- | -- |
| 1    | 이탈로 산텔리 (ITA)       | 6  | 1  |
| 2    | 율리안 미차욱스 (RUS)     | 6  | 1  |
| 3    | 프요트르 자코보로트 (RUS) | 5  | 2  |
| 4    | 외비에 앙셰티 (FRA)       | 4  | 3  |
| 5    | 샹텔라 (FRA)              | 3  | 4  |
| 6    | 피놀 (FRA)                | 2  | 5  |
| 7    | 카미에 (FRA)              | 2  | 5  |
| 8    | 미델레 (FRA)              | 0  | 7  |

### 결선
결선 경기는 6월 27일에 진행되었고 라운드로빈 방식으로 진행되었다.
| 순위 | 선수                      | 승 | 패 |
| ---- | ------------------------- | -- | -- |
| 1    | 안토니오 콘테 (ITA)       | 7  | 0  |
| 2    | 이탈로 산텔리 (ITA)       | 6  | 1  |
| 3    | 밀란 네랄리치 (AUT)       | 4  | 3  |
| 4    | 프랑수아 델리브 (FRA)     | 3  | 4  |
| 5    | 율리안 미차욱스 (RUS)     | 3  | 4  |
| 6    | 외비에 앙셰티 (FRA)       | 2  | 5  |
| 7    | 프요트르 자코보로트 (RUS) | 2  | 5  |
| 8    | 에브랑 (BEL)              | 1  | 6  |

## 메달리스트
| 종목               | 금                       | 은                       | 동                         |
| ------------------ | ------------------------ | ------------------------ | -------------------------- |
| 남자 마스터 사브르 | 안토니오 콘테 · 이탈리아 | 이탈로 센텔리 · 이탈리아 | 밀란 네랄리치 · 오스트리아 |

## 참고 문헌
- 국제 올림픽 위원회 - 1900년 하계 올림픽 펜싱 경기 결과 (영어)
- De Wael, Herman. 《Herman's Full Olympians: "Fencing 1900"》. 2016년 3월 3일에 원본 문서에서 보존된 문서. 2006년 1월 10일에 확인함.
- Mallon, Bill (1998). 《The 1900 Olympic Games, Results for All Competitors in All Events, with Commentary》. Jefferson, North Carolina: McFarland & Company, Inc., Publishers. ISBN 0-7864-0378-0.